# 荣久华
荣久华（1963年4月—），四川什邡人，汉族，中国共产党党员。中华人民共和国政治人物、第十三届全国人民代表大会河北省代表。曾任中国人民解放军成都军区某团团长，南充军分区司令员，川藏兵站部部长。现任中国人民武装警察部队河北省总队司令员。

## 生平
2018年2月24日，当选为第十三届全国人大代表。
2018年7月29日，晋升武警少将警衔。